# 밀리언달러스쿨
《밀리언달러스쿨》은 호러만화 전문 만화가인 강진욱이 네이버 웹툰에 한때 연재했던 웹툰이다. 돈이 너무 많아 주체하지 못하는 황대태라는 사업가가 자신의 폐교된 모교를 개조하여 학교로 만드는 과정을 그린 코메디 만화이다.

## 등장인물
- 황대태 - MD그룹 총수. 사업이 전무후무한 수준으로 크게 성공하여 인류역사상 손에 꼽는 부자가 되었다. 그 이후 모교를 방문하자 거의 폐교된 상태의 자신의 모교에 경악을 금치 못하여 있는 대로 돈을 투자하여 자신의 모교를 밀리언달러스쿨로 개교시켰다. 돈이 너무 많아 주체를 하지 못하는 인물로 돈을 쓰기 위해 수단 방법을 안가리는 인물. 학교 건물의 공사비용을 최대한 늘리기 위해 일부러 아기를 노동자로 고용하는가 하면 아무 학생이나 마구 납치하여 강제로 입학시킨 후 학생 1인당 한달에 수업수당을 500만원씩 지급시킨다. 또한 수학여행이랍시고 지구를 1바퀴 돌아서 우루과이에서 잠시 휴식을 취한 뒤 제주도로 가는 엽기적인 코스로 실시하기도 했으며 삼겹살에 전자칩을 장착하여 삼겹살이 말하고 움직일 수 있도록 하는 쓸데없는 짓들을 자행했다.
- 곽비서 - 황대태의 비서. 황대태의 명령에 의해 갖은 기상천외한 짓을 하고 다닌다. 그 때문에 경찰서에 끌려가서 조사를 받은 적까지 있다. 황대태를 한심한 인간이라 생각하고 일에 대한 염증도 심하지만 천문학적인 액수의 월급때문에 황대태의 비서일을 그만두지 못하고 있다.
- 탁지은 - 밀리언달러 스쿨의 학생. 밀리언달러스쿨에 입학하기 전까지만 해도 어머니의 앵벌이로 하루하루 먹고 살았으나 밀리언달러스쿨에 입학한 이후 학생수당으로 살아가게 된다.
- 왕비주 - 알아주는 미모를 가진 밀리언달러 스쿨의 여학생. 어릴 적 외딴섬에 갇혀 갯강구덮밥을 먹기를 강요당했으나 곽비서가 탈출시켜주고 밀리언달러스쿨에 입학했다.
- 박사혈 - 밀리언달러스쿨의 학생. 학교가기 싫어서 자신과 똑같이 생긴 로봇을 만들어 대신 등하교를 시키고 있다.
- 김삵 - 밀리언달러스쿨에만 존재하는 돈지랄이라는 과목을 가르치는 교사. 잘못하는 학생에게 주식 폭락, 해당학부모가 근무하는 회사를 법정파산 시키는 등의 기상천외한 방법으로 체벌을 한다.
- 탁지은의 어머니 - 앵벌이로 먹고사는 거지. 탁지은이 밀리언달러스쿨에 입학하자 탁지은이 받아온 수업수당으로 봅슬레이를 사다가 그 봅슬레이로 구걸한 적이 있다.
- 주임아기 - 황대태에 의해 고용된 아기 노동자들 중 가장 일찍 말문을 튼 아기. 월급이 천문학적인 수준에 달한다.
- 삼겹살 - 원래는 그냥 삼겹살이었으나 황대태에 의해 전자칩이 장착되어 혼자 돌아다니고 말을 하는 것이 가능해졌다. 대체로 이들의 성격은 겁이 많고 비굴하다.

## 같이 보기
- 입시명문 사립 정글고등학교